# أمراض جارات الدرق
ترتبط العديد من الأمراض باضطراب وظيفة الغدة جارة الدرقية. يمكن تقسيم أمراض جارات الدرق إلى أمراض تسبب فرط جارات الدرق وأمراض تسبب قصورها.

## مقارنة
| الحالة                       | الكالسيوم | هرمون الغدة الجار درقية |
| ---------------------------- | --------- | ----------------------- |
| فرط نشاط جارة الدرقية الأولي | مرتفع     | مرتفع                   |
| قصور جارات درق أولي          | منخفض     | منخفض                   |
| فرط نشاط جارات درق ثانوي     | طبيعي     | مرتفع                   |
| قصور جارات الدرق الكاذب      | منخفض     | مرتفع                   |

## فرط جارات الدرقية والأمراض المرتبطة به
يعتبر فرط جارات الدرقية أحد أهم أمراض جارات الدرق. قد يفرط فص –أو أكثر- من فصوص الغدة جارة الدرقية في إفرازه الهرموني، وهذا سيؤدي بدوره إلى اختلال خطير في توازن الكالسيوم. يسبب فرط جارات الدرقية فرط كالسيوم الدم وتشكل حصيات كلوية وهشاشة عظام والعديد من المضاعفات الأخرى. تجتمع أعراض وسمات المرض السابقة في الجملة الإنجليزية «moans, groans, stones, and bones». وصف فرط جارات الدرقية لأول مرة في عام 1925. يعتبر التعب أشيع أعراض المرض، ولكن الاكتئاب وفقدان الذاكرة وآلام العظام شائعين جدًا أيضًا. يعتبر فرط جارات الدرقية الأولي أشيع نسبيًا عند النساء بعد سن انقطاع الطمث. يكون الاستئصال الجراحي للغدة المضطربة هو العلاج الأساسي لهذا المرض.[بحاجة لمصدر]
إذا كان المريض يعاني من ارتفاع الكالسيوم، فيمكن استخدام عدة أنواع مختلفة من الاختبارات لتحديد موقع الغدة المضطربة. يعتبر المسح بالنظائر المشعة الفحص الأشيع والأكثر دقة في اكتشاف أورام جارات الدرق. مع ذلك، لا يقدم المسح بالنظائر المشعة صور عالية الجودة. يوفر فحص العنق بالموجات فوق الصوتية صور أكثر جودة، ولكنه يتطلب بعض الخبرة. تتضمن عيوب الفحص بالموجات فوق الصوتية ما يلي: لا يمكنه تحديد الحالة الوظيفية للغدة (طبيعية أم مفرطة النشاط) أو تصوير الأماكن غير الاعتيادية للغدة -كوقوعها خلف البلعوم أو في المنصف مثلًا. وفي هذا الشأن، يساعد تصوير العنق المحوسب رقيق المقاطع في تقييم الغدد الواقعة في تلك الأماكن. يطلب اختصاصي الغدد الصماء أو الطبيب المتخصص في جراحة جارات الدرق هذه الاختبارات عادةً. في كثير من الأحيان، تفشل هذه الاختبارات في تحديد موقع الغدة التي تحولت لورم، وهذا بدوره سيؤدي إلى إرباك المريض والطبيب. لا يعني فشل هذه الاختبارات في العثور على الورم أنه غير موجود. تساهم كل من خزعة الإبرة الموجهة بالموجات فوق الصوتية وغسالات هرمون جارات الغدد في تحديد الغدد المضطربة. لعقود من الزمن، كانت جراحة جارات الدرق بيد عالية الخبرة أفضل الطرق الموجودة للكشف عن أورام هذه الغدد.[بحاجة لمصدر]
يجب أن يخضع المريض دائمًا لجراحة استقصائية بحثًا عن الورم، في حال كان المسح بالنظائر المشعة سلبي مع وجود مستويات عالية من الكالسيوم وأعراض أخرى تعزى لفرط نشاط جارات الدرق. أصبحت جراحة جارات الدرق طفيفة التوغل أكثر انتشارًا، ولكن قد يحتاج المريض لامتلاك مسح إيجابي سابق بالنظائر المشعة قبل إجراء هذا النوع من الجراحات، وذلك اعتمادًا على خبرة الجراح. يقوم الخبراء من الجراحين بإجراء جراحة مصغرة لجارات الدرق لجميع المرضى، ولكن هذا متاح فقط في المراكز عالية التخصص. قد يخضع بعض المرضى لاستكشاف جانبي العنق لإيجاد الغدد المضطربة.
يوجد حالة أخرى تدعى فرط جارات الدرقية الثانوي، وهو اضطراب شائع لدى مرض الداء الكلوي المزمن المعالجين بغسيل الكلى. في هذه الحالة، تفرط جارات الدرق في إفرازها الهرموني بسبب اضطراب توازن الكالسيوم والفوسفور الناجم عن الفشل الكلوي. يجب علاج فرط جارات الدرقية الثانوي، حتى في حال عدم معاناة المريض من أي أعراض. قد يساعد دواء سيناكالسيت (سينسيبار) في علاج مرضى غسيل الكلى الذين يعانون من هذا الاضطراب، ولكنه لا يؤخذ دون وصفة طبية. وفقًا للكثير من الخبراء، لا ينبغي استخدام هذا الدواء في علاج مرضى فرط جارات الدرقية الأولي (المرضى الذين يملكون نسبة عالية من الكالسيوم، ولكنهم لا يخضعون لغسيل الكلى).[بحاجة لمصدر]